# Ferenczi Gyula (tanár)
Ferenczi Gyula, Ferenczy Lukács Gyula (Pápa, 1848. április 21. – 1899 után) bencés szerzetes, reáliskolai tanár.

## Életútja
Apja Ferenczi Pál iparos volt, anyja Hasker Julianna. 1848. április 22-én keresztelték Pápán. A gimnázium négy osztályát a pápai bencéseknél 1864-ben, az 5. osztályt Pesten a kegyesrendieknél, 1865-ben a 6-at Győrött a bencéseknél, a 7. és 8-at, a teológiai és a tanárképző tanfolyamot Pannonhalmán 1873-ban végezte. 
1873-74-ben az esztergomi bencés főgimnáziumban, 1874-75-ben a szabadkai városi főgimnáziumban tanította a latin, görög és magyar nyelvet. 1874. márciusban tanári vizsgát tett Budapesten és a bölcseletnek, magyar irodalomtörténetnek és nyelvészetnek tanítására nyert képesítést. Az 1875-76. tanév elejétől kezdve a dévai magyar királyi állami reáliskolában foglalkozott a bölcseleti előtannak, a magyar nyelvnek és a latin nyelvnek, mint rendkívüli tárgynak tanításával. 
1899. április 12-én, névnapján ünnepelte tanárságának negyedszázados jubileumát.
Programmértekezése: Sokrates (Dévai állami főreáliskola Értesítője 1876.)

## Munkája
- Homeros philosophiája. Az Iliasból és Odysseából egybeállította s elmélkedéseivel kisérte. Szinte Gábor 10 rajzával, Bpest, 1887 (ism. Főv. Lapok 1886. 320. sz. Ellenzék 274. sz. Egyetértés 329. sz. Közoktatás 1887. Bölcseleti Folyóirat, Egyet. Philol. Közlöny, Pancsova és Vidéke 11. sz.)

Ezeken kívül írt apróbb cikkeket különböző lapokba névtelenül. 